# Сарандапорос (приток на Вьоса)
Вижте пояснителната страница за други значения на Сарандапорос.
Сарандапорос или Сарантапорос (на гръцки: Σαραντάπορος, Сарандапорос, на албански: Sarandapor) е река в Северозападна Гърция и Южна Албания.

## Път
Реката се образува от серия потоци, които извират от южната част на планината Грамос, Гърция, и се събират при бившето село Мирославци (Мировлитис), дем Нестрам, Костурско, Гърция. Тече първоначално на юг и разделя Епано и Като Арена на запад от Голия Бурика на изток, като минава през Висанско (Певкофито) и Слатина (Хриси). Приема големия си ляв приток Жужелската река и завива на запад. Приема десния си приток Барбанико и завива отново на юг. След вливането на Виркопотамос завива на югозапад. След моста Скордили по реката върви границата между Албания и Гърция. Влива се във Вьоса (Аоос) източно от Моливдоскепастос.

## Водосборен басейн
→ ляв приток, ← десен приток
- → Вромонери
- → Жужелска река
- → Мардица
- ← Мегас Лакос
- ← Дивойка
- ← Пистиляпи
- → Мани
- ← Мегас Лакос
- ← Барбанико
- → Тостаника
- ← Скалас
- ← Скалас Лакос
- ← Скалас Деси
- → Виркопотамос
- → Килюс
- ← Смикс
- ← Лешница
- → Мегас Лакос